# Angraecum bemarivoense
Angraecum bemarivoense är en orkidéart som beskrevs av Rudolf Schlechter. Angraecum bemarivoense ingår i släktet Angraecum och familjen orkidéer. Inga underarter finns listade i Catalogue of Life.